# Titáni

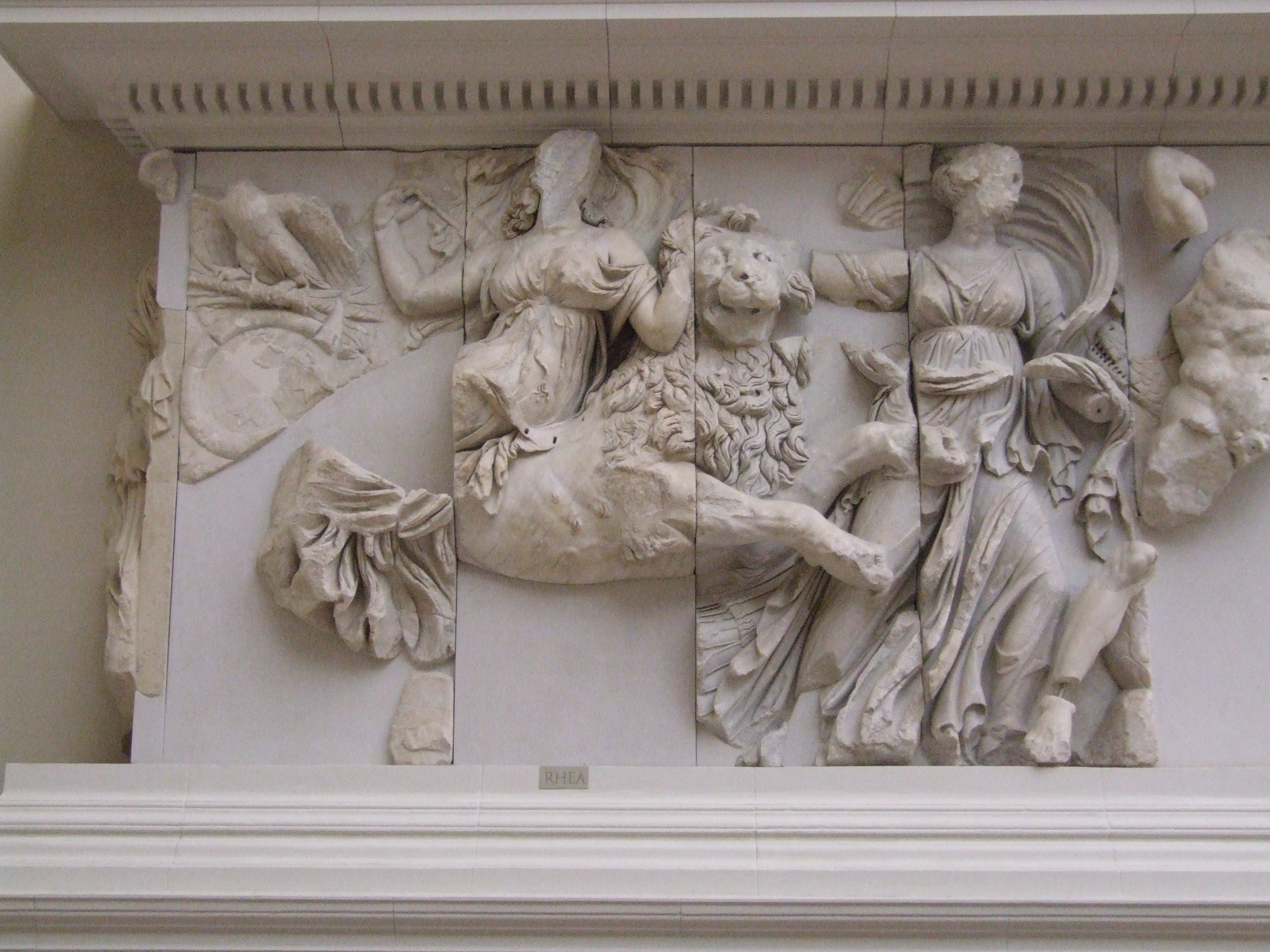
Titánka Rheia na pergamonském oltáři

Titáni jsou v řecké mytologii potomci matky země Gaie a boha Úrana.
Nejvýznamnějšími Titány jsou Kronos a jeho manželka Rheia, dále Ókeanos, Téthys, Iapetos, Hyperión, Koios, Krios, Foibé, Themis, Mnémosyné a Theia. Také někteří jejich potomci, tedy vnučky a vnuci Gaie a Úrana, jsou považováni za Titány; např. bůh slunce Hélios (syn Hyperióna) nebo Prométheus, Epimétheus a Atlás, všichni tři synové Iapeta. Ovšem šest dětí Krona a Rheie nebyli Titány, byli to bohyně a bohové Hestia, Démétér, Héra, Hádés, Poseidón a Zeus.
Titáni uposlechli výzvy své matky Gaie, aby potrestali Úrana, který svrhl Gaiiny děti do Tartaru. Pomstu vykonal Kronos, který Úrana vykastroval srpem. Krona pak do Tartaru svrhl jeho nejmladší syn Zeus. Zeus deset let bojoval s Kronem a dalšími Titány, aby nakonec zvítězil v Titánomachii a svrhl poražené Titány do Tartaru. Strážci svržených Titánů jsou podle Diova rozhodnutí Hekatoncheirové, storucí obři.
Po Titánech je pojmenován například Saturnův měsíc Titan či chemický prvek titan.